# تاريخ آلات الحركة الدائمة

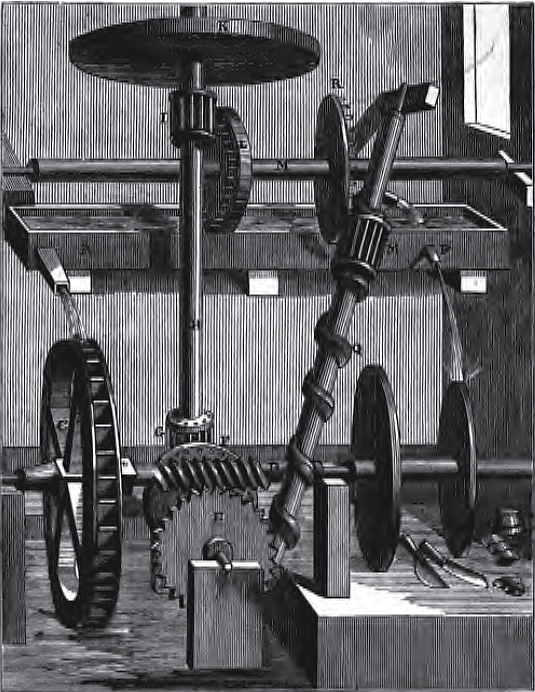
نقش لآلة روبرت فلود ذات الحركة الدائمة «برغي الماء» عام 1618.

يعود تاريخ آلات الحركة الدائمة إلى العصور الوسطى على الأقل. لآلاف السنين، لم يكن من الواضح ما إذا كانت أجهزة الحركة الدائمة ممكنة أم لا، لكن النظريات الحديثة للديناميكا الحرارية أظهرت أنها مستحيلة. على الرغم من ذلك، بذلت محاولات عديدة مستمرة لبناء مثل هذه الآلات، في العصر الحديث. يستخدم المصممون والمؤيدون الحديثون أحيانًا مصطلحات أخرى، مثل «الإفراط» لوصف اختراعاتهم.

## تاريخ

### ما قبل القرن التاسع عشر
هناك بعض الادعاءات مجهولة المصدر  أن آلة الحركة الدائمة تسمى «العجلة السحرية» (عجلة تدو على محورها مدعوم بأحجار لودستون) ظهرت في بافاريا القرن الثامن. يبدو أن هذا الادعاء التاريخي لا أساس له على الرغم من تكراره في كثير من الأحيان.
قام عالم الرياضيات الهندي - عالم الفلك باسكارا الثاني بتصميمات مبكرة لآلات الحركة الدائمة، والذي وصف بعجلة (بهاسكارا) ادعى أنها ستعمل إلى الأبد.
ظهر رسم لآلة الحركة الدائمة في كراسة رسم فيلارد دي هونيكورت وهو بناء ومهندس فرنسي من القرن الثالث عشر. كان كراسة الرسم يهتم بالميكانيكا والعمارة. اقتداءًا بمثال فيلارد، صمم بيتر ماريكورت كرة أرضية مغناطيسية، إذا تم تركيبها دون احتكاك موازٍ للمحور السماوي، فستدور مرة واحدة يوميًا. كان من المفترض أن يكون بمثابة كرة أوتوماتيكية.
رسم ليوناردو دافنشي عددًا من الرسومات للأجهزة التي كان يأمل أن تنتج طاقة مجانية. كان ليوناردو دافنشي عمومًا ضد مثل هذه الأجهزة، لكنه رسم وفحص العديد من العجلات المتوازنة.
اقترح مارك أنتوني زيمارا، الباحث الإيطالي من القرن السادس عشر، طاحونة هوائية ذاتية النفخ.
قام علماء مختلفون في هذه الفترة بالتحقيق في الموضوع. في عام 1607 كرس كورنيليوس دريبل في فيلم "Wonder-vondt van de eeuwighe bewegingh" آلة حركة بيربيتوم لجيمس الأول ملك إنجلترا. وصفه هاينريش هيسيرل فون تشودو عام 1621. ابتكر روبرت بويل «المزهرية الدائمة» («الكأس الدائمة» أو «التناقض الهيدروستاتيكي») والتي ناقشها دينيس بابين في المعاملات الفلسفية لعام 1685. اقترح يوهان برنولي آلة طاقة مائعة. في عام 1686، صمم جورج أندرياس بوكلر طاحونة مائية ذاتية التشغيل «ذاتية التشغيل» والعديد من الآلات ذات الحركة الدائمة باستخدام الكرات باستخدام أنواع مختلفة من براغي أرخميدس. في عام 1712، ادعى يوهان بيسلر (Orffyreus) أنه جرب 300 نموذج مختلف للحركة الدائمة قبل تطوير ما قال إنه نماذج عمل.
في ستينيات القرن الثامن عشر، طور جيمس كوكس وجون جوزيف ميرلين ساعة كوكس. ادعى كوكس أن الساعة كانت آلة حقيقية للحركة الدائمة، ولكن نظرًا لأن الجهاز يعمل بالتغيرات في الضغط الجوي عبر مقياس الزئبق، فإن هذا ليس هو الحال.
في عام 1775، أصدرت الأكاديمية الملكية للعلوم في باريس بيانًا مفاده أن الأكاديمية «لن تقبل أو تتعامل بعد الآن مع المقترحات المتعلقة بالحركة الدائمة».

### ثورة صناعية

#### القرن ال 19
في عام 1812 ادعى تشارلز ريدهيفر في فيلادلفيا، أنه طور «مولدًا» يمكنه تشغيل آلات أخرى. كانت الآلة مفتوحة للعرض في فيلادلفيا، حيث جمع Redheffer مبلغًا كبيرًا من المال من رسوم الدخول. نقل Redheffer ماكينته إلى نيويورك، بعد أن فجر غلافه في فيلادلفيا، أثناء التقدم بطلب للحصول على تمويل حكومي. كان هناك أن كشف روبرت فولتون مخططات ريدهيفر خلال معرض للجهاز في مدينة نيويورك (1813). قام فولتون بإزالة بعض الشرائط الخشبية المخفية، ووجد أن محرك الحزام القطني يمر عبر جدار إلى علية. في العلية، كان رجل يدير كرنك لتشغيل الجهاز.
في عام 1827، ابتكر السير ويليام كونجريف، البارونيت الثاني ، آلة تعمل على عمل الشعيرات الدموية والتي من شأنها أن تخالف المبدأ القائل بأن الماء يبحث عن مستواه الخاص، وذلك لإنتاج ارتفاع مستمر وفائض. كان للجهاز مستوى مائل فوق البكرات. في الأعلى والأسفل، كانت هناك مجموعة لا نهاية لها من الإسفن، وسرير، وفوق هذا، مرة أخرى، مجموعة لا نهاية لها من الأوزان الثقيلة مرتبطة ببعضها البعض. الكل يقف فوق سطح الماء الراكد. يعتقد Congreve أن نظامه سيعمل بشكل مستمر.
في عام 1868، حصل النمساوي، ألويس دراش، على براءة اختراع أمريكية لآلة تمتلك «تروس من نوع مفتاح الدفع» لمحرك دوار. يمكن لسائق السيارة إمالة الحوض الصغير حسب الحاجة. تدحرجت كرة ثقيلة في حوض أسطواني للأسفل، ومع الضبط المستمر لأذرع الجهاز وخرج الطاقة، اعتقد دراش أنه سيكون من الممكن تشغيل السيارة.
في عام 1870، جنى إي بي ويليس من نيو هافن بولاية كونيتيكت المال من آلة حركة دائمة «مملوكة». تظهر قصة الجهاز المعقد مع مصدر مخفي للطاقة في مقالة Scientific American بعنوان «أعظم اكتشاف تم صنعه حتى الآن». وجد التحقيق في الجهاز في النهاية مصدرًا للطاقة الذي قاده.
ادعى جون إرنست ووريل كيلي اختراع محرك حركة الرنين التعريفي. وأوضح أنه يستخدم «التكنولوجيا الأثيرية». في عام 1872، أعلن كيلي أنه اكتشف مبدأ لإنتاج الطاقة يعتمد على اهتزازات الشوكات الرنانة. قام العلماء بفحص آليته التي بدت وكأنها تعمل على الماء، على الرغم من أن كيلي حاول تجنب ذلك. بعد عام 1872 بوقت قصير، اتهم أصحاب رؤوس الأموال كيلي بالاحتيال (فقدوا ما يقرب من خمسة ملايين دولار). اكتشف آلة كيلي بعد وفاته، على أساس أنابيب ضغط الهواء المخفية.

#### من 1900 إلى 1950
في عام 1900، ادعى نيكولا تيسلا أنه اكتشف مبدأً مجرّدًا تُبنى عليه آلة الحركة الدائمة من النوع الثاني. لم يتم إنتاج أي نموذج أولي. كتبه:
| « | الابتعاد عن الأساليب المعروفة - إمكانية وجود محرك أو آلة "ذاتية الفعل"، غير حية، لكنها قادر ، مثل كائن حي، على اشتقاق الطاقة من الوسط - الطريقة المثالية للحصول على القوة المحركة. | » |

ديفيد أونيبون، المخترع الأسترالي، كان لديه سحر مدى الحياة بالحركة الدائمة. قادته إحدى دراساته حول ميكانيكا نيوتن إلى إنشاء آلة قص في عام 1910 حولت الحركة المنحنية إلى حركة خط مستقيم. الجهاز هو أساس المقصات الميكانيكية الحديثة.
في العشرينيات والعشرينيات من القرن الماضي، ادعى هاري بيريغو من مدينة كانساس سيتي بولاية ميسوري، وهو خريج معهد ماساتشوستس للتكنولوجيا، تطوير جهاز للطاقة الحرة. ادعى بيريغو أن مصدر الطاقة كان «من الهواء الرقيق» أو من موجات الأثير. عرض الجهاز أمام كونغرس الولايات المتحدة في 15 ديسمبر 1917. كان لدى Perrigo طلب معلق  من أجل «تحسين الطريقة والجهاز لتراكم وتحويل طاقة الأثير الكهربائية». أفاد المحققون أن جهازه يحتوي على بطارية محرك مخفية.

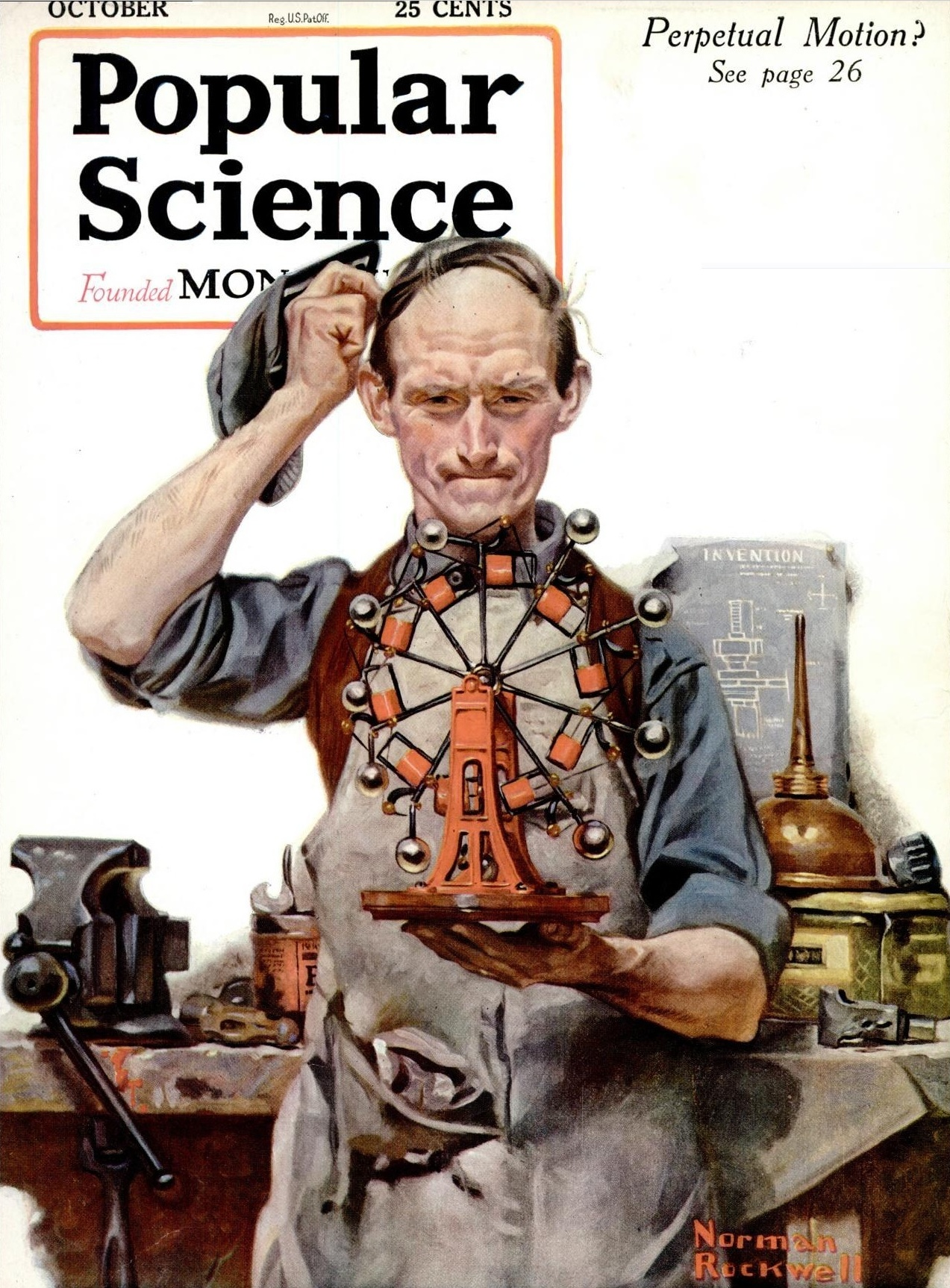
غلاف عدد أكتوبر 1920 من مجلة Popular Science

نشرت مجلة Popular Science، في عدد أكتوبر 1920، مقالاً عن إغراء الحركة الدائمة.

### العصر الحديث

#### 1951 حتى 1980
خلال منتصف القرن العشرين، ادعى فيكتور شوبرغر أنه اكتشف بعض طاقة الدوامة الخاصة في الماء. منذ وفاته في عام 1958، لا يزال الناس يدرسون أعماله. ومع ذلك، فهم يعتبرون الآن علمه زائفًا.
في عام 1966، من المفترض أن جوزيف باب (يشار إليه أحيانًا باسم جوزيف باب أو جوزيف بابف) طور محرك سيارة بديل يستخدم الغازات الخاملة. حصل على عدد قليل من المستثمرين ولكن عندما عرض المحرك على العلن، أدى انفجاراً إلى مقتل أحد المراقبين وإصابة اثنين آخرين. ألقى باب باللوم في الحادث على تدخل الفيزيائي ريتشارد فاينمان، الذي شارك لاحقًا ملاحظاته في مقال في مجلة ليزر ، مجلة المشككين في جنوب كاليفورنيا. استمر Papp في قبول المال لكنه لم يظهر محركًا آخر.
في 20 ديسمبر من عام 1977، تلقى «إميل تي هارتمان» U.S. Patent 4٬215٬330 بعنوان «نظام دفع مغناطيسي دائم». يرتبط هذا الجهاز بلعبة Simple Magnetic Overunity Toy (SMOT).

الدائرة الكهربائية Thesta-Distatica كما هو موضح في مقالة بوتر " Methernitha Back-Engineered".

قام بول بومان، مهندس ألماني بتطوير آلة يشار إليها باسم «تيستاتيكا»  والمعروفة باسم «محول ML السويسري»  أو «ثيستا ديستاتيكا».
وبحسب ما ورد كان لدى Guido Franch عملية تحويل جزيئات الماء إلى مركبات بنزين عالية الأوكتان (تسمى وقود Mota) من شأنها أن تخفض سعر البنزين إلى 8 سنتات للغالون. تضمنت هذه العملية مسحوقًا أخضر (قد يكون هذا الادعاء مرتبطًا بمثيلات جون أندروز (1917)). تم تقديمه إلى المحكمة بتهمة الاحتيال في عام 1954 وبرئته، ولكن في عام 1973 أدين. لاحظ كل من القاضي ويليام باور والقاضي فيليب روميتي مظاهرة في قضية عام 1954.
في عام 1958، قام Otis T. Carr من أوكلاهوما بتأسيس شركة لتصنيع سفن الفضاء والحوامات على طراز UFO . باع كار الأسهم لهذا المسعى التجاري. كما روج لآلات الطاقة المجانية. ادعى الإلهام من نيكولا تيسلا، من بين أمور أخرى.
في عام 1962، ناقش الفيزيائي ريتشارد فاينمان السقاطة البراونية التي من المفترض أن تستخرج عملاً ذا مغزى من الحركة البراونية، على الرغم من أنه استمر في توضيح كيفية فشل مثل هذا الجهاز في العمل في الممارسة.
في سبعينيات القرن الماضي، أنتج ديفيد هامل مولد هامل، وهو جهاز «مضاد للجاذبية»، يُفترض أنه بعد اختطاف أجنبي. تم اختبار الجهاز على MythBusters حيث فشل في إظهار أي قدرة على توليد الرفع.

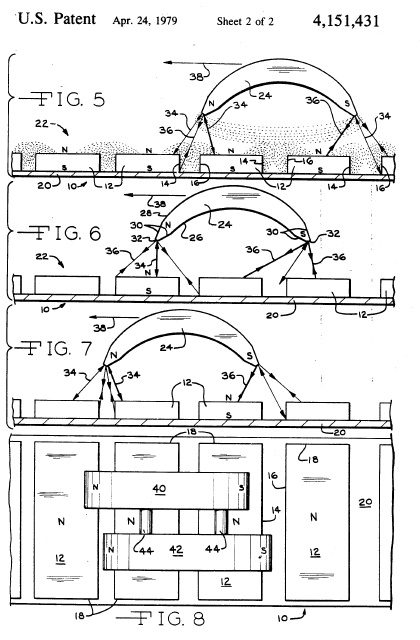
براءة الاختراع الأمريكية هوارد ر. جونسون 4151431

طور هوارد روبرت جونسون محركًا مغناطيسيًا دائمًا، وفي 24 أبريل 1979، حصل على U.S. Patent 4٬151٬431 . [التصنيف الرئيسي لمكتب براءات الاختراع في الولايات المتحدة لبراءة اختراعه 4151431 هو «مولد كهربائي أو هيكل محرك، دينامو كهربي، خطي» (310/12). قال جونسون إن جهازه يولد حركة، سواء كانت دوارة أو خطية، من لا شيء سوى المغناطيس الدائم في الدوار وكذلك الجزء الثابت، يعملان ضد بعضهما البعض. وقدر أن المغناطيسات الدائمة المصنوعة من مواد صلبة مناسبة يجب أن تفقد أقل من 2٪ من مغنطتها في تشغيل الجهاز لمدة 18 عامًا.
في عام 1979، تقدم جوزيف ويستلي نيومان بطلب للحصول على براءة اختراع لمحرك كهربائي يعمل بالتيار المباشر، والذي، وفقًا لكتابه The Energy Machine لجوزيف نيومان، قام بعمل ميكانيكي أكثر مما يمكن تفسيره من خلال الطاقة الكهربائية التي تم توفيرها له. تم رفض طلب براءة اختراع نيومان في عام 1983. رفع نيومان دعوى قضائية ضد مكتب براءات الاختراع والعلامات التجارية الأمريكي في محكمة المقاطعة الأمريكية، والتي أمرت المكتب الوطني للمعايير باختبار جهازه؛ أبلغوا المحكمة أن جهاز نيومان لا ينتج طاقة أكثر من البطاريات التي تم توصيلها بها، وقضت المحكمة ضد نيومان.

#### 1981 إلى 1999
يدعي الدكتور يوري س. بوتابوف من مولدوفا تطوير مولد كهربائي حراري قائم على الماء (يشار إليه باسم "Yusmar 1"). أسس شركة YUSMAR للترويج لجهازه. فشل الجهاز في إنتاج أكثر من الوحدة قيد الاختبارات.
تقنيات الطاقة النظيفة، وشركة (CETI) ادعى تطوير جهاز يسمى خلية الطاقة باترسون التي تنتج كميات صغيرة ولكن شاذة من الحرارة، ربما بسبب الانصهار البارد. يذكر المشككون أن القياسات غير الدقيقة لتأثيرات الاحتكاك من تدفق التبريد عبر الكريات قد تكون مسؤولة عن النتائج.

#### 2000s

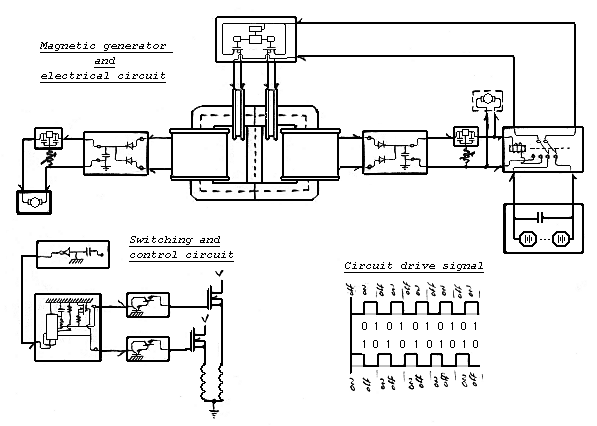
دائرة المولد الكهرومغناطيسي بدون حركة كما هو موضح في براءة الاختراع الأمريكية رقم 6362718

انشئ المولد الكهرومغناطيسي الثابت (MEG) بواسطة Tom Bearden. يُزعم أن الجهاز يمكنه في النهاية الحفاظ على تشغيله بالإضافة إلى تشغيل الحمل دون استخدام طاقة كهربائية خارجية. ادعى بيردن أنه لم ينتهك القانون الأول للديناميكا الحرارية لأنه يستخرج طاقة الفراغ من البيئة المباشرة. يرفض النقاد هذه النظرية ويعرفونها بدلاً من ذلك على أنها آلة حركة دائمة ذات عقلانية غير علمية. قال كاتب العلوم مارتن جاردنر إن نظريات بيردن الفيزيائية، التي جمعت في الكتاب المنشور ذاتيًا الطاقة من الفراغ، تعتبر «عواء» من قبل علماء الفيزياء، وأن لقب الدكتوراه حصل عليه من مطحنة دبلوم. ثم أسس بيردن وأدار معهد مؤسسة ألفا للدراسات المتقدمة (AIAS) لنشر نظرياته بشكل أكبر. نشرت هذه المجموعة أوراقًا في مجلات فيزيائية راسخة وفي كتب نشرتها دور النشر الرائدة، لكن أحد التحليلات استنكر هذه المنشورات لأن النصوص كانت «مليئة بالمفاهيم الخاطئة وسوء الفهم فيما يتعلق بنظرية المجال الكهرومغناطيسي». عندما مُنحت Bearden U.S. Patent 6,362,718 في عام 2002، أصدرت الجمعية الفيزيائية الأمريكية بيانًا ضد المنح. قال مكتب براءات الاختراع والعلامات التجارية بالولايات المتحدة إنه سيعيد فحص براءة الاختراع ويغير طريقة تجنيد الفاحصين، ويعيد اعتماد الفاحصين على أساس منتظم، لمنع منح براءات اختراع مماثلة مرة أخرى.
في عام 2002، زعمت مجموعة GWE (Genesis World Energy) أن لديها 400 شخص يطورون جهازًا يفترض أنه يفصل الماء إلى H 2 و O 2 باستخدام طاقة أقل مما كان يعتقد تقليديًا. لم يتم تقديم أي تأكيد مستقل لمزاعمهم، وفي عام 2006، حُكم على مؤسس الشركة باتريك كيلي بالسجن لمدة خمس سنوات لسرقة أموال من المستثمرين.
في عام 2006، زعمت شركة Steorn Ltd. أنها صنعت جهازًا مفرطًا يعتمد على مغناطيس دوار، وأصدرت إعلانًا يدعو العلماء لاختبار ادعاءاتهم. بدأت عملية اختيار 12 شخصًا في سبتمبر 2006 وانتهت في ديسمبر 2006. بدأت هيئة المحلفين المختارة التحقيق في مزاعم ستورن. الغي مظاهرة عامة كان من المقرر عقدها في 4 يوليو 2007 بسبب «صعوبات فنية». في يونيو 2009، قالت لجنة التحكيم المختارة إن التكنولوجيا لا تعمل.

## أنظر أيضا
- تاريخ العلم

## روابط خارجية
- ألان، ستيرلنج د. " مخترعو الطاقة الحرة نسخة محفوظة 5 يونيو 2017 على موقع واي باك مشين. ". 11 ديسمبر 2003.
- ماريا جوسيفا، " الإنشاء المزعوم لمصدر الطاقة الدائم يقسم المجتمع العلمي ". Pravda.ru.
- بيردن، توم، " الحركة الدائمة مقابل" الآلات العاملة التي تولد الطاقة من لا شيء " نسخة محفوظة 27 يناير 2005 على موقع واي باك مشين. ". 2003، منقحة 2004.
- صفحة الهاتف المحمول Perpetuum بواسطة Veljko Milkovi.